# U-17-Handball-Europameisterschaft der Frauen 2011
Die Endrunde der 10. U-17-Handball-Europameisterschaft der Frauen 2011 wurde vom 23. Juni bis 3. Juli 2011 in Tschechien ausgetragen. Veranstalter war die Europäische Handballföderation (EHF). Titelverteidiger war Dänemark.

## Austragungsorte
Die Austragungsorte der Spiele waren Brünn und Zlín.

## Teilnehmende Mannschaften
Folgende 16 Mannschaften waren qualifiziert:
- Russland
- Schweden
- Deutschland
- Österreich
- Dänemark
- Rumänien
- Tschechien
- Portugal
- Norwegen
- Niederlande
- Spanien
- Polen
- Frankreich
- Ungarn
- Kroatien
- Slowakei

## Vorrunde
Die Auslosung der vier Vorrundengruppen fand am 8. April 2011 in der EHF-Zentrale in Wien statt.

### Gruppe A
Die Spiele der Gruppe A wurden in Zlín ausgetragen.
| Rang | Land        | Sp. | S | U | N | Tore  | Diff. | Punkte |
| ---- | ----------- | --- | - | - | - | ----- | ----- | ------ |
| 1.   | Russland    | 3   | 3 | 0 | 0 | 91:55 | +36   | 6      |
| 2.   | Schweden    | 3   | 2 | 0 | 1 | 62:64 | 0−2   | 4      |
| 3.   | Deutschland | 3   | 1 | 0 | 2 | 69:81 | −12   | 2      |
| 4.   | Österreich  | 3   | 0 | 0 | 3 | 62:84 | −22   | 0      |

### Gruppe B
Die Spiele der Gruppe B wurden in Zlín ausgetragen.
| Rang | Land       | Sp. | S | U | N | Tore  | Diff. | Punkte |
| ---- | ---------- | --- | - | - | - | ----- | ----- | ------ |
| 1.   | Dänemark   | 3   | 3 | 0 | 0 | 96:69 | +27   | 6      |
| 2.   | Rumänien   | 3   | 2 | 0 | 1 | 89:88 | 0+1   | 4      |
| 3.   | Tschechien | 3   | 1 | 0 | 2 | 81:93 | −12   | 2      |
| 4.   | Portugal   | 3   | 0 | 0 | 3 | 73:89 | −16   | 0      |

### Gruppe C
Die Spiele der Gruppe C wurden in Brünn ausgetragen.
| Rang | Land        | Sp. | S | U | N | Tore  | Diff. | Punkte |
| ---- | ----------- | --- | - | - | - | ----- | ----- | ------ |
| 1.   | Norwegen    | 3   | 3 | 0 | 0 | 99:75 | +24   | 6      |
| 2.   | Niederlande | 3   | 2 | 0 | 1 | 96:94 | 0+2   | 4      |
| 3.   | Spanien     | 3   | 1 | 0 | 2 | 82:92 | −10   | 2      |
| 4.   | Polen       | 3   | 0 | 0 | 3 | 63:79 | −16   | 0      |

### Gruppe D
Die Spiele der Gruppe D wurden in Brünn ausgetragen.
| Rang | Land       | Sp. | S | U | N | Tore  | Diff. | Punkte |
| ---- | ---------- | --- | - | - | - | ----- | ----- | ------ |
| 1.   | Ungarn     | 3   | 3 | 0 | 0 | 99:69 | +30   | 6      |
| 2.   | Frankreich | 3   | 2 | 0 | 1 | 81:64 | +17   | 4      |
| 3.   | Kroatien   | 3   | 1 | 0 | 2 | 77:81 | 0−4   | 2      |
| 4.   | Slowakei   | 3   | 0 | 0 | 3 | 51:94 | −43   | 0      |

## Hauptrunde
Für die Hauptrunde hatten sich die jeweils Gruppenersten und -zweiten der Vorrundengruppen qualifiziert.

### Gruppe M1
| Rang | Land     | Sp. | S | U | N | Tore  | Diff. | Punkte |
| ---- | -------- | --- | - | - | - | ----- | ----- | ------ |
| 1.   | Russland | 3   | 3 | 0 | 0 | 89:63 | +26   | 6      |
| 2.   | Dänemark | 3   | 2 | 0 | 1 | 88:80 | 0+8   | 4      |
| 3.   | Rumänien | 3   | 0 | 1 | 2 | 75:87 | −12   | 1      |
| 4.   | Schweden | 3   | 0 | 1 | 2 | 59:81 | −22   | 1      |

### Gruppe M2
| Rang | Land        | Sp. | S | U | N | Tore  | Diff. | Punkte |
| ---- | ----------- | --- | - | - | - | ----- | ----- | ------ |
| 1.   | Norwegen    | 3   | 3 | 0 | 0 | 89:81 | 0+8   | 6      |
| 2.   | Ungarn      | 3   | 2 | 0 | 1 | 84:79 | 0+5   | 4      |
| 3.   | Niederlande | 3   | 1 | 0 | 2 | 90:89 | 0+1   | 2      |
| 4.   | Frankreich  | 3   | 0 | 0 | 3 | 65:79 | −14   | 0      |

## Finalrunde
Die jeweils Gruppenersten und -zweiten der beiden Hauptrundengruppen M1 und M2 qualifizierten sich für das Halbfinale. Der Gewinner jeder Partie zog in das Finale ein, die Verlierer trugen das Spiel um Platz 3 aus.

### Halbfinale
Die beiden Halbfinalspiele wurden in Brünn ausgetragen.
| Datum        | Zeit      | Heimmannschaft |   | Gastmannschaft | Ergebnis      |
| ------------ | --------- | -------------- | - | -------------- | ------------- |
| 1. Juli 2011 | 18:00 Uhr | Russland       | – | Ungarn         | 24:22 (14:10) |
|              | 20:30 Uhr | Norwegen       | – | Dänemark       | 22:29 (11:18) |

### Spiel um Platz 3
Das Spiel um Platz 3 fand in Brünn statt.
| Datum        | Zeit      | Heimmannschaft |   | Gastmannschaft | Ergebnis      |
| ------------ | --------- | -------------- | - | -------------- | ------------- |
| 3. Juli 2011 | 15:00 Uhr | Ungarn         | – | Norwegen       | 16:28 (12:12) |

### Finale
Das Finale wurde in Brünn ausgetragen.
| Datum        | Zeit      | Heimmannschaft |   | Gastmannschaft | Ergebnis      |
| ------------ | --------- | -------------- | - | -------------- | ------------- |
| 3. Juli 2011 | 17:30 Uhr | Russland       | – | Dänemark       | 24:23 (14:11) |